# Conservateur des monuments historiques
 (juin 2017).
Si vous disposez d'ouvrages ou d'articles de référence ou si vous connaissez des sites web de qualité traitant du thème abordé ici, merci de compléter l'article en donnant les références utiles à sa vérifiabilité et en les liant à la section « Notes et références ».

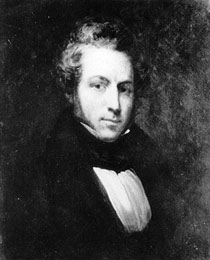
Ludovic Vitet (1802-1873), premier inspecteur général des monuments historiques (1830-1834)

Le métier de conservateur des monuments historiques est exercé par les conservateurs du patrimoine de spécialité Monuments historiques.
Le conservateur des monuments historiques est chargé d'étudier, classer, conserver, entretenir, mettre en valeur et faire connaître les immeubles et objets classés ou inscrits au titre des monuments historiques sur le territoire dont il a la charge. 
Il est responsable des collections appartenant à l'État affectées à son service, notamment les trésors de cathédrales, qu'il peut contribuer à enrichir. 
Il participe et veille à l'approfondissement de la recherche scientifique appliquée aux monuments historiques et favorise son partage avec les publics les plus larges.

## Historique
L'inspection générale des Monuments historiques est créée en 1830 par le ministre de l'intérieur François Guizot. Elle est suivie en 1837 par la naissance de la Commission nationale des monuments historiques. Le premier inspecteur est Ludovic Vitet, auquel succède en 1834, l’écrivain et historien Prosper Mérimée.
Ludovic Vitet définit en 1831 les missions qui lui sont confiées : « Constater l'existence et faire la description critique de tous les édifices du royaume qui, soit par leur date, soit par le caractère de leur architecture, soit par les événements dont ils furent les témoins, méritent l'attention de l'archéologue, de l'historien, tel est le premier but des fonctions qui me sont confiées ; en second lieu, je dois veiller à la conservation de ces édifices en indiquant au Gouvernement et aux autorités locales les moyens soit de prévenir, soit d'arrêter leur dégradation ».
En 1990, le corps des inspecteurs des monuments historiques est fusionné avec celui des conservateurs du patrimoine.

## Statut
Les conservateurs des monuments historiques font partie du corps des conservateurs du patrimoine de catégorie A+ de la fonction publique d'État, régi par le décret no  2013-788 du 28 août 2013.
Il est réparti en plusieurs spécialités : Archéologie, Archives, Inventaire et Monuments historiques, Musées, Patrimoine scientifique, technique et naturel et divisé en trois grades : conservateur, conservateur en chef et conservateur général.
Un conservateur régional des monuments historiques n'est pas nécessairement un conservateur du patrimoine ; les architectes des bâtiments de France portent le titre de conservateur des monuments dont ils ont la charge.

## Recrutement et formation
Les conservateurs du patrimoine sont recrutés par la voie d'un concours annuel organisé par l'Institut national du patrimoine (INP).
Ils peuvent également être promus au choix (procédure dite « tour extérieur ») parmi les fonctionnaires de catégorie A ayant dix ans de services effectifs dans un service patrimonial (fonction publique d'État).
La formation de 18 mois comprend :
- des stages dans une administration culturelle et dans deux institutions patrimoniales, ainsi qu'une mission à l'étranger.
- huit modules d'enseignements : déontologie, droit du patrimoine, économie du patrimoine, gestion publique, gestion des ressources humaines et management, conservation-restauration, construction de bâtiments culturels et aménagement d’édifices patrimoniaux, diffusion du patrimoine culturel, ainsi que des enseignements de langues vivantes.

## Missions
Sous l’autorité du conservateur régional des monuments historiques (CRMH) et au sein d'une Direction régionale des affaires culturelles (DRAC), le conservateur du patrimoine est chargé de la gestion scientifique et administrative sur un territoire de la région (généralement deux départements).

### Sur le patrimoine immobilier
Le conservateur des monuments historiques participe à la politique de protection du patrimoine monumental et émet des avis sur les dossiers de protection. Il participe aux commissions régionales du patrimoine et de l'architecture (CRPA) et rapporte les propositions de classement devant la commission nationale du patrimoine et de l'architecture (CNPA).
Il participe à la politique de conservation et de préservation de ce patrimoine. Il émet des avis sur les demandes de permis de construire sur les monuments inscrits et les demandes d’autorisation de travaux sur les monuments classés en relation avec le CRMH, l'architecte des bâtiments de France et l’inspection générale des patrimoines.

### Sur le patrimoine mobilier
Le conservateur des monuments historiques assure la coordination des missions des conservateurs des antiquités et objets d’art (CAOA) en matière de recensement d’objets d’art et de travaux sur les objets mobilier inscrits.
Il participe aux commissions régionales du patrimoine et de l'architecture (CRPA) et rapporte les propositions de classement devant la CNPA.
Il instruit les dossiers d’autorisation de travaux sur les objets mobiliers et les demandes de prêts d’objets mobiliers protégés en France et à l’étranger.
Il est le responsable scientifique et technique des travaux de restauration autorisés par l’État, tant pour les objets appartenant à l’État (analyse des offres, conduite directe des chantiers) que pour les objets n’appartenant pas à l’État (assistance aux propriétaires, suivi des chantiers avec les maîtres d’ouvrage).
Il participe à la recherche et à la publication de chantiers de restauration ou de découvertes ayant trait au patrimoine des départements dont il a la charge.

#### Métiers des monuments historiques
- Architecte des bâtiments de France
- Conservateur des antiquités et objets d'art
- Conservateur du patrimoine
- Conservateur régional des monuments historiques
- Ingénieur des services culturels et du patrimoine
- Technicien des services culturels et des bâtiments de France

#### Recensement des monuments historiques
- Liste des monuments historiques par département
- Liste des monuments historiques par commune
- Base Mérimée, recensant les monuments historiques immobiliers français
- Base Palissy, recensant les monuments historiques mobiliers français

#### Services et institutions liés aux monuments historiques
- Conservation régionale des Monuments historiques
- Direction générale des Patrimoines
- Ministère de la Culture (France)
- Médiathèque de l'architecture et du patrimoine
- Centre de recherches sur les monuments historiques
- Laboratoire de recherche des monuments historiques

- Centre des monuments nationaux
- Cité de l'architecture et du patrimoine

#### Conservation et restauration du patrimoine
- Doctrines et techniques de conservation - restauration

#### Diffusion
- Monuments historiques (revue)
- Monumental (revue)